# Doris Schmidt

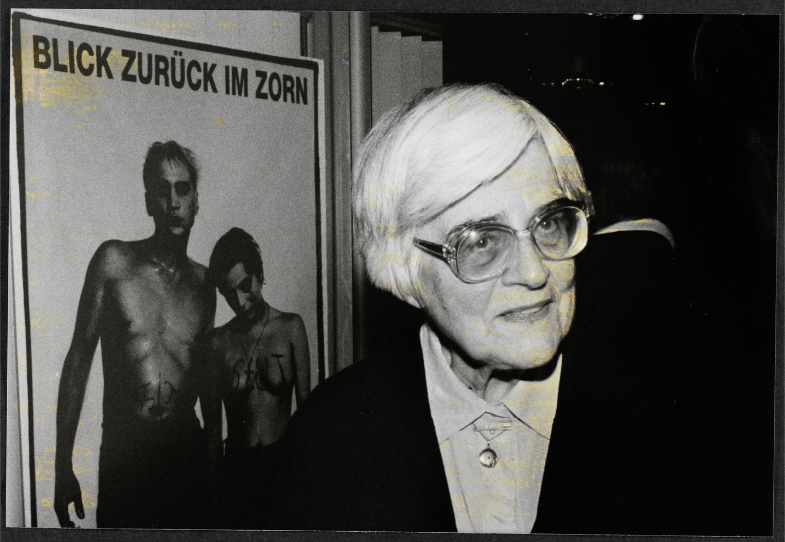
Doris Schmidt, um 1990

Clara Elisabeth Doris Schmidt (* 5. September 1918 in Malitschkendorf; † 2. September 2008 in München) war eine deutsche Kunsthistorikerin, Übersetzerin und Journalistin. Sie gilt als eine bedeutende Kunstkritikerin der Nachkriegszeit in Deutschland und war über 30 Jahre bei der Süddeutschen Zeitung tätig.

## Leben
Als Tochter des evangelischen Pfarrers Heinrich August Martin Schmidt und seiner Frau Elisabeth geboren, verbrachte Doris ihre Kindheit und Jugend in Thüringen, Budapest und Frankfurt am Main. Am 2. Juni 1931 schloss Doris Schmidt die Oberrealschule mit Vorschule der Reichsdeutschen Schule zu Budapest ab und legte anschließend im Jahr 1937 die Reifeprüfung an der Städtischen Realgymnasialen Studienanstalt an der Schillerschule mit der Note Gut ab.
Im Jahr 1940 schloss Schmidt ihre Ausbildung als Akademisch geprüfte Übersetzerin mit dem Gesamtergebnis Gut ab. An der Universität Heidelberg studierte Doris Schmidt am Dolmetscher Institut Englisch, Französisch und Spanisch. Sie trat im Mai 1940 eine Stelle als Übersetzerin für Englisch und Französisch in der Pressestelle des Auswärtigen Amts an, schied aber schon am 30. September auf eigenen Wunsch wieder aus.
Im Wintersemester 1943/44 studierte Doris Schmidt Englisch, Kunstgeschichte und Germanistik an der Frankfurter Universitäten, das sie in Gießen fortsetzte, aber nicht abschloss. Zum Jahresbeginn 1945 wechselte sie als alleinige Sekretärin an das Städelsche Kunstinstitut und die Städtische Galerie in Frankfurt am Main und arbeitete dort bis zum bis September 1951. Dort war sie hauptsächlich zur Unterstützung der drei wissenschaftlichen Beamten eingesetzt. 1950 setzte sie ihr Studium der Kunstgeschichte und Archäologie in Frankfurt fort und veröffentlichte ihr Erstlingswerk über die ihr vertrauten Glasmalereien von Charles Crodel. Im Wintersemester 1957/58 wechselte sie an die Universität Heidelberg und promovierte dort im Jahr 1958 als Doktor der Philosophie mit ihrer Dissertation Portalstudien zur Reimser Kathedrale. Eine Fixierung der Anfänge mit dem Gesamturteil magna cum laude.
Von April 1960 bis Oktober 1961 arbeitete sie in der Städtischen Kunsthalle Mannheim als wissenschaftliche Assistentin und Kustodin der graphischen Sammlung. Während der Arbeit in der graphischen Sammlung befasste sie sich mit der Katalogisierung, Ausstellungsfragen und Besucherbetreuung. 1961 trat sie auf eigenen Wunsch aus dem Dienst der Kunsthalle Mannheim aus, um ans Feuilleton der Süddeutschen Zeitung in München zu wechseln.
Im Jahr 1971 schlug sie der vorzeitig scheidende Direktor der Städtischen Galerie im Lenbachhaus in München, Hans Konrad Röthel, als seine Nachfolgerin vor. Im anschließenden Bewerbungsverfahren durch das Kulturreferat der Stadt München gelangte Schmidt in die Runde der letzten vier Bewerber, unterlag aber letztlich dem Kunsthistoriker und Denkmalpfleger Michael Petzet.
Zwischen 1973 und 1975 wurde Schmidt als erste Frau in die Ankaufskommission der Sammlung zeitgenössischer Kunst der Bundesrepublik Deutschland gewählt, die zu dieser Zeit jährlich eine Summe von rund DM 200.000,- für den Erwerb von Kunstwerken aufwendete. Sie war Mitglied zahlreicher weiterer Jurys und Kunstkommissionen, darunter für den Kunstpreis der Jugend oder die Kunstkommission des Klinikums Großhadern. Aus letzterer trat sie allerdings zusammen mit Dieter Honisch wegen eines nicht erteilten Auftrages an Max Bill 1979 aus.
Schmidt war zudem als Übersetzerin tätig und lieferte u. a. Übersetzungen von Werken von Nikolaus Pevsner, Reinhold Niebuhr, André Chastel, Anne Morrow Lindbergh, sowie der dreizehnteiligen BBC-Dokumentation Civilisation von Kenneth Clark.
Ihr schriftlicher Nachlass befindet sich im Deutschen Kunstarchiv (DKA) in Nürnberg, darunter auch einige Portrait-Fotografien und Aufnahmen mit Künstlern, wie Asger Jorn oder Lothar Fischer.

## Journalistisches Schaffen
Das journalistische Schaffen von Doris Schmidt ist vielfältig und umfangreich und umfasst eine Zeitspanne von einem halben Jahrhundert. Bereits vor ihrem Studium war Schmidt seit Mai 1941 als Schriftleiterin in Ausbildung beim Frankfurter General-Anzeiger angestellt und ab dem 1. April 1942, nach bestandener Prüfung, zur besonderen Verwendung der Hauptschriftleitung zugeteilt. Nachfolgend war Schmidt von Mai bis Oktober 1943 im kulturpolitischen Ressort des Frankfurter Volksblatts und dessen Nachfolgerin, der Rhein-Mainischen Zeitung, als Schriftleiterin tätig. Während dieser Zeit verfasste sie vor allem Kunstbetrachtungen in den Ressorts Theater, Musik, Film und Bildende Kunst.
Nach Ende des Krieges wurde sie als Kunstkritikerin für die Frankfurter Allgemeine Zeitung tätig. Im März 1950, nur 5 Monate nach Gründung der FAZ, veröffentlichte sie ihren ersten Artikel für das Blatt. In der Folge schrieb sie neben zahlreichen Berichten zu aktuellen Ausstellungen im In- und Ausland über eine breite Palette kunsthistorischer und kulturpolitischer Themen, wie Architektur, Stadtplanung, Innenarchitektur, Kunsthandwerk oder Kulturgeschichte. Zudem verfasste sie Film- und Buchkritiken und berichtet von Buchkongressen. Insgesamt veröffentlichte sie über 170 Artikel für die FAZ.
1961 wechselte Schmidt als Leiterin des Ressort bildende Kunst und Architektur zur Süddeutsche Zeitung. Nach eigenen Angaben hatte sie der bekannte Kritiker Joachim Kaiser zur Süddeutschen geholt. In der Folge veröffentlichte Schmidt wöchentlich zwei bis drei Artikel.
Das häufigste Artikelformat sind Nachrufe, Geburtstagswünsche oder sonstige Jubiläen von verstorbenen und lebenden Künstlern, Museumsdirektoren und Kunsthistorikern sein (darunter sehr wenige Frauen).
Ein weiterer großer Teil stellt Besprechungen von Ausstellungen in Museen und Galerien, insbesondere im Raum München und Westdeutschland. Internationale Ausstellungen, meistens im europäischen Ausland, behandelte Schmidt seltener. Hier liegt der Schwerpunkt ebenfalls auf musealen Ausstellungen, seltener Messen oder Galerien. Vor allem das Münchner Kunstgeschehen begleitete Schmidt über mehrere Jahrzehnte mit Presseartikeln und Katalogbeiträgen.
Schmidt kommentiert nicht nur die Kunst, sondern auch die Institutionen und politischen Entscheidungen dahinter. Positionswechsel, Etatentscheidungen, An- und Verkäufe von städtischen, staatlichen und Bundesinstitutionen werden von Schmidt immer wieder thematisiert. „Kunst“ verstand sie also nicht kontextlos, sondern als Teil des „Kunstsystems“ oder des „Betriebssystems Kunst“, wie heute üblich. Sie scheute nicht davor zurück, auch deutliche Kritik zu äußern. Wie bei den anderen Themenblöcken, bevorzugte es Schmidt auch hier, über museale Institutionen zu schreiben. Ein museumspolitisches Interesse und Engagement lässt sich mithin als besonderer Schwerpunkt in Schmidts Schaffen ausmachen.
Auch für das Schaffen von Künstlerinnen setzte sie sich verschiedentlich ein, beispielsweise in einem Artikel für die Zeitschrift Emma über die Künstlerin Hannah Höch.
Sonstige Themenblöcke von Doris Schmidts literarischem Schaffen waren Denkmalpflege, Restaurierungen, Kongresse und Tagungen, Literaturkritiken und Nachrufe auf Schriftsteller. So plädierte Doris Schmidt im Bereich Denkmalpflege für die Einhaltung der Dome in Würzburg und Trier. Sie setzte sich für bedrohte Denkmäler in Venedig und Augsburg ein. In ihrer Arbeit wurde Doris Schmidt hauptsächlich von dem Aufstieg der deutschen Nachkriegskunst und den Versuchen, wieder Verbindung zur internationalen Moderne zu finden, inspiriert.
Schmidt war bis 1983 fest bei der Süddeutschen angestellt und auch nach ihrem Ruhestand bis zu ihrem Tod im Jahr 2008 als freie Mitarbeiterin für die SZ tätig. Während dieser Zeit schrieb sie knapp 1750 Artikel. Zudem verfasste sie gelegentlich Beiträge für Ausstellungskataloge bzw. übersetzte diese. Vereinzelt war sie auch für Rundfunk und Fernsehen aktiv, siehe Zeugen des Jahrhunderts.

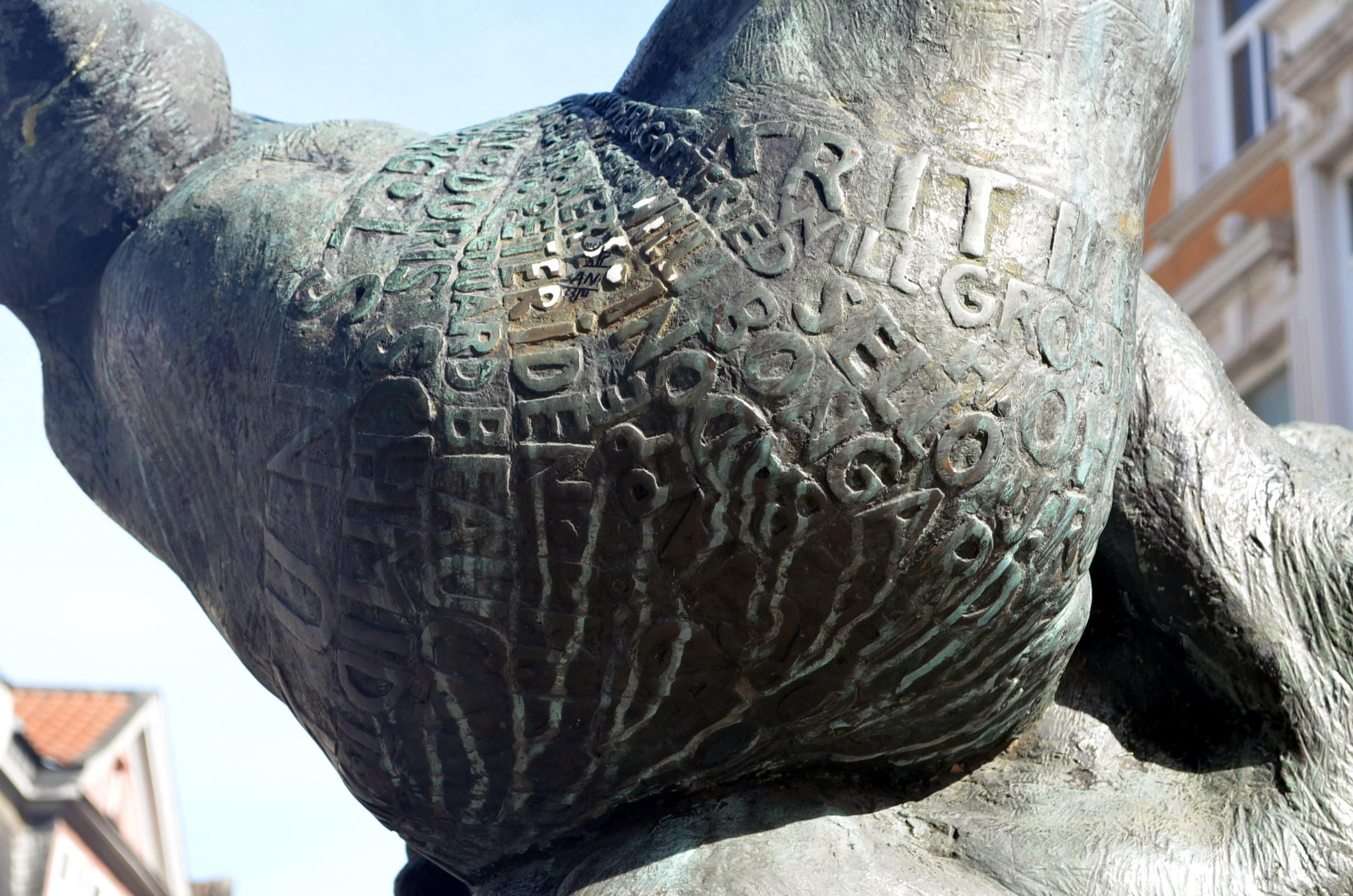
Nennung von Doris Schmidt auf dem Ringerbrunnen in Braunschweig.

## Das Netzwerk von Doris Schmidt
Bereits während ihrer Kind- und Jugendzeit kam Doris Schmidt in Berührung mit einer gelebten und anspruchsvollen Gesprächskultur. In ihrem humanistisch umfassend gebildeten Elternhaus wurde viel und hitzig diskutiert. Schmidts Vater war von 1931 bis zu seiner Pensionierung 1962 Pfarrer der Dreikönigsgemeinde in Frankfurt-Sachsenhausen und seit 1933 Mitglied der Bekennenden Kirche. Schon als Kind aß sie oft bei Mies van der Rohe zu Mittag. Zwischen Schmidt und ihren drei Schwestern bestand auch in späteren Jahren eine rege Korrespondenz.
Viele für sie auch später wichtige Bekanntschaften knüpfte sie nach Kriegsende, während ihrer Arbeit im Frankfurter Städel-Museum ab 1948. Als Volontärin, Sekretärin, und – wie sie selbst einmal schrieb „Mädchen für alles“ – blickte sie hinter die Kulissen einiger bedeutender deutscher Museen und lernte Funktionäre, aber auch zahlreiche Künstler, u. a. E. W. Nay, kennen. Als Journalistin würde sie Jahrzehnte später Nachrufe zu viele ihrer ehemaligen Kollegen schreiben. Über ihre Lehrjahre als Volontärin unter Ernst Holzinger (Frankfurter Städel-Museum) etwa schreibt sie rückblickend, es wären „dies, menschlich wie sachlich, [ihre] besten“ gewesen.
In der Münchner Szene stand sie den Galerien Van de Loo und Biedermann nahe; mit letzterer teilte sie u. a. ein Interesse für die Arbeiten Eduardo Chillidas. Mit dem Maler E. W. Nay verband sie eine enge briefliche Korrespondenz, mit dem Münchner Bildhauerpaar Priska von Martin und Toni Stadler verband sie ein freundschaftliches Verhältnis. Von den vier letztgenannten Künstlern besaß die Kritikerin auch kleinere Arbeiten. Bekannt war sie überdies mit dem Kunsthändler und -sammler Günther Franke, dessen briefliche Korrespondenzen sie nach seinem Tode als Herausgeberin veröffentlichte. Interessiert zeigte sie sich auch am künstlerischen Nachwuchs, ebenso wie weiterhin an der Kunstgeschichte als wissenschaftlicher Disziplin: regelmäßig besuchte sie die Jahresausstellungen an der Akademie der bildenden Künste, sowie die wöchentlich stattfindenden Abendvorträge am Münchner Zentralinstitut für Kunstgeschichte.
1975 verewigte der Bildhauer Jürgen Weber in dem von ihm geschaffenen Ringerbrunnen in Braunschweig Doris Schmidt mit einer Inschrift. Die Fotografin Regina Schmeken porträtierte Schmidt um 1990 in einer Schwarz-Weiß-Fotografie.
In 1990er Jahren zieht sich Doris Schmidt langsam aber stetig aus dem Kultur- und Redaktionsbetrieb zurück. In den Jahrzehnten zuvor hatte sie viele Bekanntschaften mit erheblich älteren Personen, deren Reihen sich nun langsam vor ihr lichteten: E. W. Nay war bereits 1968 verstorben, Günther Franke folgte 1976, das Stadler-Ehepaar 1982. Quappi Beckmann starb 1986 in den USA. Nach dem Tod ihres Mannes 1950 hatte sie seinen Nachlass verwaltet und im Zuge dessen wohl auch der guten Freundin und Bewunderin des Malers, über den sie mehrere Artikel, Vor- und Nachworte verfasst hatte, einige Arbeiten vermacht.
Doris Schmidt hinterließ, zu ihren Lebzeiten und nach ihrem Tod, ihre Bibliothek dem Zentralinstitut für Kunstgeschichte in München. Da es sich größtenteils um Werke handelte, die bereits im Zentralinstitut vorhanden waren, wurde schlussendlich nur ein geringer Teil ihrer Bibliothek aufgenommen (siehe Doris Schmidt und Max Beckmann). Der Nachlass enthielt überdies eine Vielzahl an Briefen, Gruß- und Einladungskarten, die von ihrem weitreichenden Netzwerk zu Lebzeiten zeugen.

## Doris Schmidt und Max Beckmann
Doris Schmidt setzte sich in ihrer Arbeit oft und intensiv mit dem Maler Max Beckmann auseinander, er stellte damit eines der zentralen Themen in ihrem Schaffen dar.
Während ihrer Zeit bei der FAZ befasste sie sich in mehreren Artikeln mit Max Beckmann und der Max-Beckmann-Gesellschaft. Ab 1961 verfasste sie in der Süddeutschen Zeitung bis 2002 über 100 Artikeln zu Max Beckmann, sein Leben und sein Werk oder verwies auf ihn im Zusammenhang mit anderen Künstlern und Ausstellungsbesprechungen. 1970 gab sie die Briefe an den Kunstsammler Günther Franke heraus. In diesem Sammelband, zu dem sie auch die Einleitung verfasste, sind zahlreiche Briefe, Fotos, Zeichnungen und Gemälde Max Beckmanns enthalten. Ab Herbst 1981 übertrug Doris Schmidt zusammen mit Quappi Beckmann deren Erinnerungen an ihr Leben mit Max Beckmann aus dem englischen Manuskript ins Deutsche. Das Nachwort sowie ausführliche Erläuterungen zu geschichtlichen und gesellschaftlichen Zusammenhängen wurden von Doris Schmidt geschrieben. Zum 100. Geburtstag von Max Beckmann fand 1984 eine Retrospektive statt, die in München, Berlin, Saint Louis und Los Angeles gezeigt wurde. Doris Schmidt verfasste für die deutsche Fassung des Kataloges eine detaillierte, chronologische Dokumentation der Werke und des Lebens Max Beckmanns. 1985 erschienen die Frühen Tagebücher von Max Beckmann aus den Jahren 1903/04 und 1912/13, die von Doris Schmidt herausgegeben und kommentiert wurden. Die Erinnerungen von Minna Beckmann-Tube, Max Beckmanns erster Frau, wurden hier von Doris Schmidt in Teilen wiedergegeben.
Doris Schmidt besaß eine Zeichnung von Max Beckmann: Die Windmühlen (33 × 24 cm, Feder und Tusche über Bleistift auf Büttenpapier). Diese wurde 2018 beim Auktionshaus Grisebach versteigert.

## Auszeichnungen
Doris Schmidt wurde für ihre Leistungen verschiedentlich ausgezeichnet: 1980 erhielt sie den Literaturpreis des DAI Verband Deutscher Architekten- und Ingenieurvereine e.V. Das Bundesverdienstkreuz 1. Klasse wurde ihr im Oktober 1982 verliehen. Den Theo-Wormland-Kunstpreis erhielt sie im Jahr 1984 für ihre langjährige Arbeit als Kunstkritikerin der Süddeutschen Zeitung. Den Deutschen Preis für Denkmalschutz, den sie 1986 erhielt, nahm sie aus Protest gegen die Bebauung des Münchner Hofgarten mit der Staatskanzlei nicht an. 1994 verlieh ihr der Münchner Oberbürgermeister Christian Ude die Medaille „München leuchtet – Den Freunden Münchens“. Außerdem war sie Mitglied mehrerer Verbände und Ehrenmitglied der Bayerischen Akademie der Schönen Künste.

## Veröffentlichungen

### Monografien
- Doris Schmidt: Glasmalereien von Carl Crodel in der Frankfurter Katharinenkirche. Frankfurt am Main 1956.
- Doris Schmidt: Toni Stadler. St. Gallen 1972.
- Doris Schmidt, Franz Joseph van der Grinten, Thomas Grochowiak: Thomas Grochowiak. Monographie und Werkübersicht. Köln 1994.
- Doris Schmidt: Vom Nil zum Neckar. Kleidung im Alten Ägypten. Baltmannsweiler 1994.

### Herausgeberschaften
- Doris Schmidt (Hrsg.): Gerhard Marcks. beeldhoukuns van diere. Köln 1955.
- Doris Schmidt, Günther Franke (Hrsg.): Briefe an Günther Franke. Porträt eines deutschen Kunsthändlers. Köln 1970.
- Alfred Hentzen, Wolf-Dieter Dube, Doris Schmidt (Hrsg.): Charles Crodel (1894–1973). München 1974.
- Doris Schmidt (Hrsg.): Max Beckmann. Frühe Tagebücher: 1903/04 und 1912/13. München 1985.
- Doris Schmidt (Hrsg.): Heino Naujoks. München 1994.
- Doris Schmidt (Hrsg.): Joachim Jung. à la Leporello – Paul Klee. München 1996.
- Doris Schmidt (Hrsg.): Jochen Flinzer. Frankfurt am Main 1996.

### Herausgeberschaften von Ausstellungskatalogen
- Doris Schmidt (Hrsg.): Gabriele Münter, Ausstellungskatalog. Mannheim 1961.
- Doris Schmidt (Hrsg.): Gerhard Hintschich. Ölbilder und Mischtechniken, Frankfurt am Main 1961.
- Doris Schmidt (Hrsg.): Arthur Fauser. Gemälde. Zeichnungen 1959–1961, Frankfurt am Main 1961.
- Doris Schmidt (Hrsg.): Michael Croissant, Frankfurt am Main 1966.
- Doris Schmidt (Hrsg.): Paul Eliasberg. Ausstellung Ölbilder, Aquarelle und Zeichnungen, München 1967.
- Doris Schmidt (Hrsg.): Heinz Kreutz. Ausstellung von Bildern, Montagen, Grafik, München 1969
- Doris Schmidt (Hrsg.): Gerhard Hintschich. Bilder und Graphik, Kassel 1972.
- Doris Schmidt (Hrsg.): Wilhelm Heise 1892–1965, Frankfurt am Main 1972.
- Doris Schmidt (Hrsg.): Günther Knipp. Zeichnungen, Duisburg 1984.
- Doris Schmidt (Hrsg.): Thomas Weczerek. Malerei und Zeichnungen, München 1989.
- Doris Schmidt (Hrsg.): Dieter Stöver 1922–1984. Bilder und Zeichnungen, Oldenburg 1990.
- Doris Schmidt (Hrsg.): Werner Glich. Arbeiten aus vier Jahrzehnten, München 1991.
- Doris Schmidt (Hrsg.): Emö Simonyi 1983–1993, München 1993.
- Doris Schmidt (Hrsg.): Kunst aus Haidhausen. Ausstellung zum 10-jährigen Gasteig-Jubiläum, München 1995.
- Doris Schmidt (Hrsg.): Hartmut Pfeuffer. Sahara Arbeiten von 1994–1999, Wertingen 2000.

### Aufsätze
- Doris Schmidt: 25 Jahre Kunst in München, in: Galerie van de Loo (Hrsg.): Texte zur Kunst. 1957–1982, 25 Jahre Galerie van de Loo, München 1982, S. 10–17